# 藤井梨花
藤井 梨花（ふじい りか、1985年1月7日 - ）は日本の元グラビアアイドル。所属事務所はグッドタイムエンターテイメント。2011年7月末で芸能界を引退した。
復活!ミニスカポリスのメンバー（14代目、15代目リーダー）でもあった。

## 人物
- 神奈川県出身
- 趣味は読書、料理、映画鑑賞
- 特技はチアリーディング、ドラム

## 出演

### テレビドラマ
- ミンティエンジェル（讀賣テレビ放送、2005年8月）
- 打姫オバカミーコ （MONDO21、2006年3月）
- アキハバラ@DEEP (TBS、2006年6月)　メイドりか役

### バラエティ
- デジ屋台 （TBS、2005年4月）
- ランク王国 （TBS、2005年7月）
- 新台パチンコスナイパー （MONDO21、2005年7月）
- あきと由佳のIdol Park （つくばテレビ、2005年9月）
- 給与明細 （テレビ東京、2005年9月）
- ゴールデンスロット （千葉テレビ放送他、2005年10月）
- ヒロイン誕生! （テレビ大阪、2005年11月）
- 温泉美人 （BS-i、2006年1月）
- アイドルの星 （つくばテレビ、2006年3月）
- ヴィーナスバトル2006　（ABC、2006年3月）
- シックスハンター （テレビ愛知、2006年4月）
- すまいの情報番組　いいらいふ （CTC、2008年1月）
- やりすぎコージー （2008年10月）8代目やりすぎガール
- ゴッドタン正月SP （TX、2009年1月7日）
- ゴッドタン （TX、2009年6月3日）「気をそらせ隊」メンバー
- 女神降臨 #13（MONDO TV、2011年3月20日）

### イメージガール
- ノマド・フェラーリ 550 （2005年度）
- K-1 WORLD MAX ガール （2005年度）
- エプソン 「ドリーミオ」 （2006年）
- セカバン （2006年）
- 高須クリニック （2006年度、2007年度）
- アイハッピー （2007年）
- ゼウスエンタープライズ （2008年）

### インターネット
- 藤井梨花のあれこれヤルンジャー♪ （あっ!とおどろく放送局、2007年7月5日-12月27日）
- 復活！ミニスカポリス （ニコニコ動画 アイパイ★ちゃんねる）
- ネットドラマ「美人坂」（2010年7月23日、JNC） - ゲスト出演

### 携帯サイト
- アイドルがイッパイ （アイパイ）

## リリース作品

### DVD
- デジモの部屋 （2005年6月）
- CARA （2005年9月22日）
- スロッちゃお！DVDvol.2萌えスロバトル2006＆最新マシン音速ナビ （2006年2月）
- 給与明細 （2006年3月25日）
- 貴方にサプリ （2006年5月14日）
- 温泉美人 （2006年5月19日）
- HIP*PEAR （2006年7月21日）
- Bloom （2006年12月22日）
- 悪女戦隊ルーラーズ 混沌（2007年2月9日）
- 悪女戦隊ルーラーズ act-2（2007年2月20日）
- グラビアヒロインUSA 忍者 一の巻（2007年4月27日）
- グラビアヒロインUSA 忍者 弐の巻（2007年5月11日）
- HIP MAGIC （2007年12月20日）
- 女探偵S 前編（2008年3月28日）
- 女探偵S 後編（2008年4月11日）
- Hip Paradise （2008年6月30日）
- CARA （2008年12月25日）
- インリン・ジョーンズ クリサヘル滝川の王国（2009年1月16日）
- インリン・ジョーンズ VS 超ウレテリャ16穴兄弟（2009年2月20日）
- Rika Heart（2009年9月30日）[1]
- Rose Hip（2010年1月22日）
- 復活！ミニスカポリス Patrol1白チーム （2010年5月26日）
- お・し・り・か/エアーコントロール（2010年8月25日）
- THEラスト 限界見納め（2011年5月20日）